# Jacques Weismann
Pour les articles homonymes, voir Weismann.
Jacques Weismann, né Jacques Auguste Weismann le 18 septembre 1878 à Paris et mort le 21 juillet 1962 à Saint-Germain-en-Laye, est un peintre, pastelliste, illustrateur et sculpteur français. Il est le fils de Théophile Gottlieb Weismann et de Emma Pauline Koenigswerther. 
Il épouse Marthe Bickart le 7 mai 1908.

## Biographie
Jacques Weismann est l'élève de Fernand Cormon, Paul-Émile Boutigny et Ferdinand Humbert. À partir de 1905, il expose au Salon des artistes français dont il remporte la médaille d'argent en 1923 et la médaille d'or en 1932. Il est fait chevalier de la légion d'honneur en 1930.
Il présente ses portraits, pastels et tableaux notamment au Salon des indépendants, au Salon d'automne, au Salon d'hiver, à la Maison des Artistes  du 152, Boulevard Haussmann à Paris et à la galerie Simonson. Parmi ses œuvres les plus connues, les portraits du Maréchal Foch peint en 1921, exposé au Palais du Luxembourg, celui du général Gouraud ainsi que ceux de vedettes de la chanson de l'époque tel Tino Rossi dont il expose le portrait en 1937 et celui de Jeanne Aubert en 1939.
Il participe encore au Salon des Artistes Français le 17 mai 1940.  C'est probablement à la suite de la promulgation du statut discriminatoire contre les Juifs du régime de Vichy que nous perdons sa trace cette année là et que nous retrouvons une de ses œuvres signée sous le nom de Jack Weiz, ”jeune femme au lever à la lueur de la bougie’.
Il résida longtemps au 11 boulevard Pereire dans le 17e arrondissement de Paris.